# Oncocalamus tuleyi
Oncocalamus tuleyi är en enhjärtbladig växtart som beskrevs av Sunderl. Oncocalamus tuleyi ingår i släktet Oncocalamus och familjen Arecaceae. Inga underarter finns listade i Catalogue of Life.